# Archirie și Anadan
Archirie si Anadan este titlul unei cărți populare, cu finalitate moralizatoare, de origine asiro-babiloniană care datează, după cercetarile mai noi, din secolul al VI-lea înaintea erei noastre.
Povestirea ajunge în limba româna prin filieră slavonă, fiind tradusă, spre sfârșitul secolului al XVII-lea, după o variantă în limba sârbo-croată. În următoarele două secole povestirea cunoaște o largă răspândire, păstrându-se circa 45 de manuscrise în limba română, care au circulat în toate provinciile românești, cele mai multe provenind din Moldova, iar cele mai vechi din Transilvania. Anton Pann este cel care a stilizat și a tipărit pentru prima oară povestirea în limba română în 1850 cu titlul: Înțeleptul Archir cu nepotul său Anadam.  Arhivat în 27 septembrie 2007, la Wayback Machine.